# Guato
I Guato sono un piccolo gruppo etnico, vicino all'estinzione, del Brasile che ha una popolazione stimata in circa 372 individui. Parlano la lingua Guato (codice ISO 639: GTA) e sono principalmente di fede animista.
Vivono nello Stato brasiliano del Mato Grosso do Sul, ai confini con la Bolivia.